# Лесковачко грађанско позориште „Југ'-Богдан”
Лесковачко грађанско позориште „Југ'-Богдан” било је дилетантско позориште основано од стране читаонице лесковачке трговачко-занатлијске омладине.

## Историјат
Основано је почетком 1897. године, а оснивачи су се убрзо обратили за помоћ професорима и учитељима из Лесковца. Управник је постао Милутин Витковић, професор, благајник Л. Р. Дунђеровић, драматург Радоје Домановић, секретар Михаило Бунић, а економ Михаило П. Младеновић. Формиран је и управни и надзорни одбор, а начелник среза лесковачког одобрио је статут позоришта 17. марта 1897. године.
На првој представи овог позоришта приказан је првенац управника "Битка на Косову", историјска драма у три чина. Представе су даване једном недељно, а репертоар су чиниле националне драме. Не може се са сигурношћу рећи када је позориште престало са радом, али је то свакако повезано са одласком Радоја Домановића и премештајем Витковића из лесковачке у врањску гимназију.